# لي بولنغر
لي بولنغر (بالإنجليزية: Lee Bollinger)‏ بالإنجليزية: Lee Bollinger وهو محامي وأستاذ أمريكي وهو العميد التاسع عشر لجامعة كولومبيا بنيو يورك.

## حياته
متزوّج من الفنانة جين ماغنانو بولينغر ولديهما طفلان.

## استقباله السيئللرئيس الإيراني
وصف الرئيس محمود أحمدي نجاد بأنه خبيث وبدون أهمية خلال استقباله للجامعة يوم 24 سبتمبر 2007.